# Norvégia himnusza

A himnusz szövege és kottája

A  "Ja, vi elsker dette landet" (röviden: Ja, vi elsker) Norvégia nemzeti himnusza. Szövegét Bjørnstjerne Bjørnson írta 1859 és 1868 között, zenéjét unokatestvére, Rikard Nordraak (1842-1866) szerezte 1864-ben. Hivatalosan először 1864. május 17-én adták elő a norvég alkotmány megalkotásának 50. évfordulóján. Rendszerint csak az első és a két utolsó versszakot éneklik.

## Szövege
```
JA, VI ELSKER DETTE LANDET
```

```
1.
Ja, vi elsker dette landet,       Yes, we love this country
som det stiger frem,              as it rises forth,
furet, værbitt over vannet,       rocky, weathered, above the sea,
med de tusen hjem.                with those thousand homes.
Elsker, elsker det og tenker      Loving, loving it and thinking
på vår far og mor                 about our father and mother
og den saganatt som senker        and the saga night that sends
drømme på vår jord.               dreams to our earth.
Og den saganatt som senker,       And the saga night that sends,
senker drømme på vår jord.        sends dreams to our earth.
```

```
2.
Dette landet Harald berget        This country Harald saved
med sin kjemperad,                with his giant fleet,
dette landet Håkon verget         this country Håkon protected
medens Øyvind kvad;               whilst Øyvind sung;
Olav på det landet malte          upon the country 
Olav
 painted
korset med sitt blod,             with his blood a cross,
fra dets høye Sverre talte        from its heights Sverre spoke
Roma midt imot.                   up against 
Rome
.
```

```
3.
Bønder sine økser brynte          Farmers their axes sharpened
hvor en hær dro frem,             as the army came,
Tordenskiold langs kysten lynte,  Tordenskiold around the coastline thundered
så den lystes hjem.               so that we could see it back home.
Kvinner selv stod opp og strede   Even women stood up and fought
som de vare menn;                 as if they were men;
andre kunne bare grede,           others could only cry
men det kom igjen!                but that soon would end!
```

```
4.
Visstnok var vi ikke mange,       Sure, we were not many
men vi strakk dog til,            but we were enough,
da vi prøvdes noen gange,         when they challenged us
og det stod på spill;             and it was at stake;
ti vi heller landet brente        we rather let our country burn
enn det kom til fall;             than be defeated;
husker bare hva som hendte        just remember what happened
ned på Fredrikshald!              at Fredrikshald!
```

```
5.
Hårde tider har vi døyet,         Hard times we have coped with,
ble til sist forstøtt;            were at last disowned;
men i verste nød blåøyet          but in the worst suffer, blue-eyed
frihet ble oss født.              freedom was to us born.
Det gav faderkraft å bære         It gave (us) father's strength to carry
hungersnød og krig,               famine and war,
det gav døden selv sin ære –      it gave death itself its honour -
og det gav forlik.                and it gave compromise.
```

```
6.
Fienden sitt våpen kastet,        The enemy threw away his weapon,
opp visiret for,                  up the visor went,
vi med undren mot ham hastet,     we, in wonder, to him hasted,
ti han var vår bror.              because he was our brother.
Drevne frem på stand av skammen   Driven onto stand by the shame
gikk vi søderpå;                  we went to the south;
nu vi står tre brødre sammen,     now we 
three brothers
 stand united,
og skal sådan stå!                and shall stand like that!
```

```
7.
Norske mann i hus og hytte,       Norwegian man in house and cottage,
takk din store Gud!               thank your great God!
Landet ville han beskytte,        He would protect the country,
skjønt det mørkt så ut.           even though it looked dark.
Alt hva fedrene har kjempet,      And as the fathers have fought,
mødrene har grett,                and the mothers have wept,
har den Herre stille lempet       the Lord has quietly moved
så vi vant vår rett.              so we won our rights.
```

```
8.
Ja, vi elsker dette landet,       Yes, we love this country
som det stiger frem,              as it looms up,
furet, værbitt over vannet,       rocky and weathered, above the sea,
med de tusen hjem.                with its thousand homes.
Og som fedres kamp har hevet      And as the fathers' struggle has raised
det av nød til seir,              it from poverty to victory,
også vi, når det blir krevet,     even so will we, when demanded,
for dets fred slår leir.          for its peace to stay.
```

## Metrikus változat
az 1, 7, 8 versszakra angolul:
Norway, thine is our devotion,
Land of hearth and home,
Rising storm-scarr'd from the ocean,
Where the breakers foam.
Oft to thee our thoughts are wending,
Land that gave us birth,
And to saga nights still sending
Dreams upon our earth,
And to saga nights still sending
Dreams upon us on our earth
Men of Norway, be your dwelling
Cottage, house or farm,
Praise the Lord who all compelling
Sav'd our land from harm.
Not the valour of a father
On the battlefield
Nor a mother's tears, but rather
God our vict'ry sealed,
Nor a mother's tears, but rather
God for us our vict'ry sealed.
Norway, thine is our devotion,
Land of hearth and home,
Rising storm-scarr'd from the ocean,
Where the breakers foam.
As our fathers' vict'ry gave it
Peace for one and all,
We shall rally, too, to save it
When we hear the call,
We shall rally, too, to save it
When we hear, we hear the call.

## Érdekességek
1905-ben, hosszú függetlenségi harc után felbomlott Svédország és Norvégia uniója. II. Oszkár svéd király és az elit megpróbálta megszállni Norvégiát, hogy uralma alatt tartsa, de a Hjalmar Branting és Zeth Höglund vezetése alatt álló svéd munkásmozgalom ezt megakadályozta. A munkások nem voltak hajlandóak háborút kezdeni, és a norvégek jogai mellett kiállva a Ja, vi elsker dette Landetet, norvég társaik "Igen, mi szeretjük Hazánkat" kezdetű himnuszát énekelték. Himnuszuk kezdősorát tűzték zászlajukra a  békés szétválást segítő és az önálló államiságról döntő 1905. augusztus 13-i népszavazáson is.